# African Journal of Ecology
African Journal of Ecology (anciennement East African Wildlife Journal) est une revue scientifique trimestrielle axée sur l'écologie et la conservation des animaux et des plantes d'Afrique.  
La revue est publiée par Blackwell Publishing en association avec la East African Wildlife Society. 